# Live in the UK
Live in the UK ist das erste Live-Album der deutschen Band Helloween. Das Album ist gleichzeitig die letzte Aufnahme mit Gründungsmitglied Kai Hansen an der Gitarre. Hansen hatte zum Zeitpunkt der Veröffentlichung die Band bereits verlassen, um Gamma Ray zu gründen.

## Entstehungsgeschichte
Die Aufnahmen für Live in the UK wurden in Edinburgh, Schottland und Manchester, England mitgeschnitten. Helloween befanden sich auf ihrer Pumpkins Fly Free Tour mit der deutschen Band V2 als Vorgruppe. 
Das Album enthält hauptsächlich Stücke der beiden Keeper-of-the-Seven-Keys-Alben sowie How Many Tears vom Debütalbum Walls of Jericho.
Der Mitschnitt beginnt mit A Little Time, dem eigentlich zweiten Song des damaligen Live-Programms, der Opener Eagle Fly Free ist nicht enthalten.
In einigen Ländern wurde das Album unter dem Namen Keepers Live, in den USA als I Want Out – Live veröffentlicht. Auf der USA-Version und der Erstpressung aus Japan fehlt außerdem der Track Rise and Fall und das Lied A Little Time erscheint in einer zwei Minuten kürzeren Version.

## Titelliste
1. A Little Time (Kiske) – 6:34
2. Dr. Stein (Weikath) – 7:00
3. Future World (Hansen) – 9:33
4. Rise and Fall (Weikath) – 4:51
5. We Got the Right (Kiske) – 6:08
6. I Want Out (Hansen) – 5:58
7. How Many Tears (Weikath) – 9:40